# Science-Fiction-Jahr 1903
Übersicht

◄◄ | ◄ | 1899 | 1900 | 1901 | 1902 | Science-Fiction-Jahr 1903 | 1904 | 1905 | 1906 | 1907 | ► | ►►

Weitere Ereignisse

## Neuerscheinungen Literatur
| Deutscher Titel        | Jahr | Originaltitel      | Autor              | Anmerkungen |
| ---------------------- | ---- | ------------------ | ------------------ | ----------- |
| Auf silbernen Gefilden | 1914 | Na srebrnym globie | Jerzy Żuławski     |             |
| Die Götterfarce        | –    | –                  | Adolf Schafheitlin |             |
| Die Karraborrier       | –    | –                  | Franz Servaes      |             |
| Ein Erdenwinter        | –    | –                  | Heinrich Holtz     |             |
| Majestät a. D.         | –    | –                  | Gertrud Wertheim   |             |
| Münchens Ende          | –    | –                  | Hermann Jaques     |             |
| Nach dem Nordpol       | –    | –                  | Josef André        |             |
| Neugermanien           | –    | –                  | Helene Judeich     |             |

## Geboren
- Kurt Herwarth Ball († 1977)
- Paul Corey († 1992)
- Lasar Lagin († 1979)
- Hellmuth Lange († unbek.)
- Manfred Langrenus (Pseudonym von Friedrich Hecht; † 1980)
- Alun Llewellyn († 1987)
- Ward Moore († 1978)
- Sterling Noel († 1984)
- George Orwell († 1950), der Ausspruch: „Big brother is watching you“ geht auf seinen Roman 1984 zurück
- Evelyn Waugh († 1966)
- Manly Wade Wellman († 1986)
- Louis de Wohl († 1961)
- John Wyndham († 1969)

## Gestorben
- Rudolf Falb (* 1838)
- Richard Sermage von Szomszédvár und Medvedgrád (Pseudonym Probus; * 1831)